# Pod rzęsami
Pod rzęsami – drugi autorski album Doroty Miśkiewicz (a pierwszy sygnowany już tylko własnym nazwiskiem), wydany 24 października 2005 przez Sony BMG Music Entertainment Poland (nr kat. 82876743502).

## Lista utworów
| 1.  | „Mój wilku” muz. Dorota Miśkiewicz, Paweł 'Bzim' Zarecki, sł. Dorota Miśkiewicz          | 4:34  |
|     |                                                                                          |       |
| 2.  | „Poza czasem” muz. Marek Napiórkowski, Dorota Miśkiewicz, sł. Magda Czapińska            | 3:02  |
|     |                                                                                          |       |
| 3.  | „Aksamit” muz. Dorota Miśkiewicz, Marek Napiórkowski, sł. Beata Biłyk-Woźniak            | 4:09  |
|     |                                                                                          |       |
| 4.  | „Pod rzęsami” (+ Grzegorz Turnau) muz. Marek Napiórkowski, sł. Grzegorz Turnau           | 4:17  |
|     |                                                                                          |       |
| 5.  | „Wyspa, drzewo, zamek” muz. Zbigniew Hołdys, sł. Bogdan Olewicz                          | 3:34  |
|     |                                                                                          |       |
| 6.  | „Wciąż się śnisz” muz. Marek Napiórkowski                                                | 2:20  |
|     |                                                                                          |       |
| 7.  | „Pragnę być jeziorem” muz. i sł. Dorota Miśkiewicz                                       | 5:37  |
|     |                                                                                          |       |
| 8.  | „W małych istnieniach” muz. Marek Napiórkowski, sł. Dorota Miśkiewicz                    | 3:48  |
|     |                                                                                          |       |
| 9.  | „Oszustwo” (+ Henryk Miśkiewicz) muz. i sł. Dorota Miśkiewicz                            | 3:27  |
|     |                                                                                          |       |
| 10. | „Gra-a-a” muz. Dorota Miśkiewicz, Marek Napiórkowski, sł. Dorota Miśkiewicz              | 4:54  |
|     |                                                                                          |       |
| 11. | „Nieuniknione” muz. Marek Napiórkowski, sł. Dorota Miśkiewicz                            | 3:34  |
|     |                                                                                          |       |
| 12. | „Gdzie jesteś, gdzie?” muz. Marek Napiórkowski, Dorota Miśkiewicz, sł. Dorota Miśkiewicz | 3:36  |
|     |                                                                                          |       |
| 13. | „Poza czasem” (video)                                                                    |       |
|     |                                                                                          |       |
|     |                                                                                          | 46:52 |
|     |                                                                                          |       |

## Muzycy
- Dorota Miśkiewicz, Grzegorz Turnau – śpiew
- Marek Napiórkowski – gitary
- Paweł „Bzim” Zarecki – instrumenty klawiszowe
- Robert Kubiszyn – gitara basowa
- Robert Luty – perkusja
- Henryk Miśkiewicz – saksofon
- Rafał Dziubiński, Piotr „Pedro” Nazaruk – instrumenty perkusyjne
- Michał Tokaj – fortepian
- Robert Murakowski – skrzydłówka
- Kuba Badach, Iwona Zasuwa, Anna Szarmach – chórki
- Krzysztof Bzówka – skrzypce
- Darek Kisieliński – altówka
- Jurek Muranty – wiolonczela
- Bogdan Kondracki – akordeon